# Johann August Heine

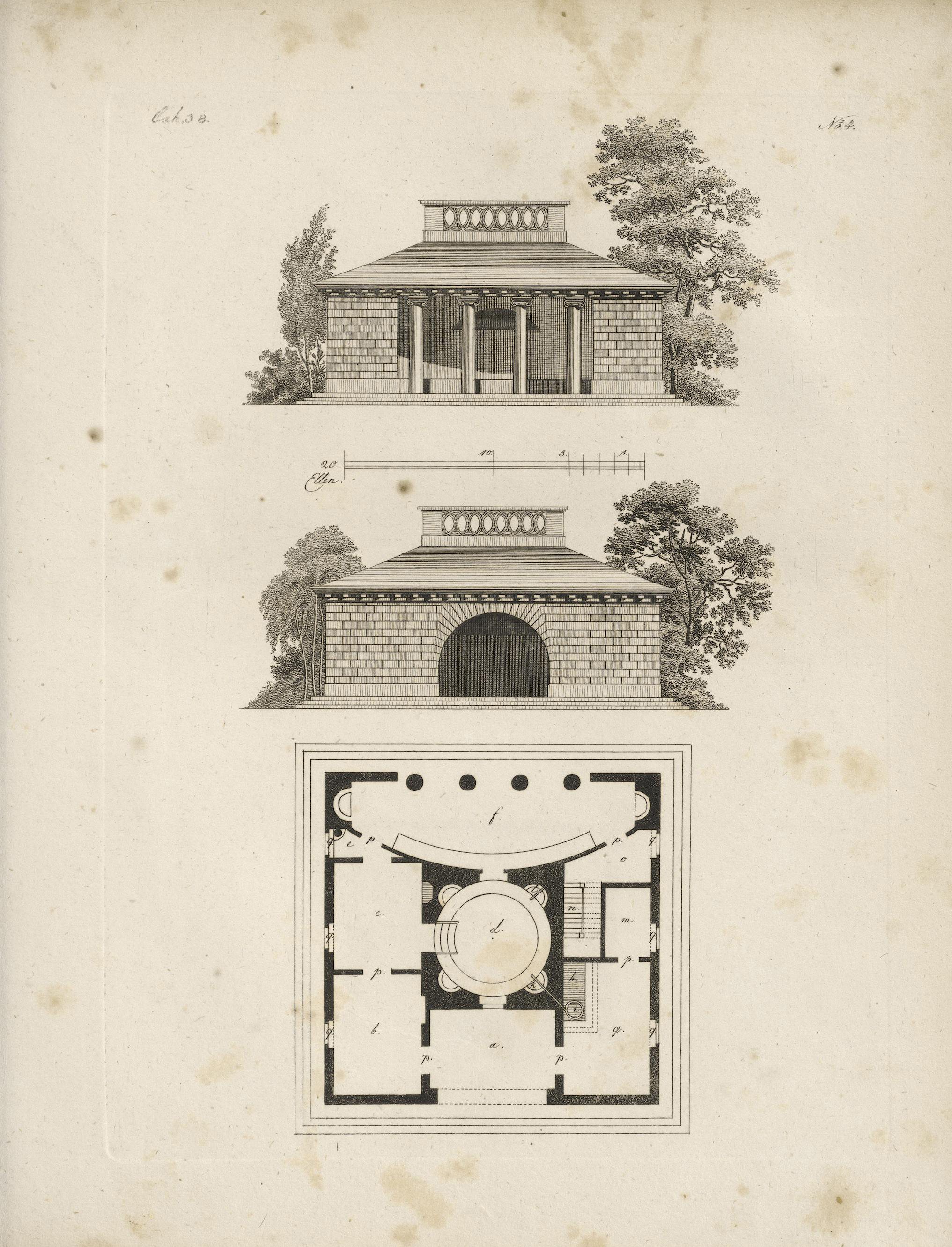
Johann August Heine: Entwurf eines Badehauses, 1802

Johann Gustav Heine (* 1769; † 27. August 1831 in Dresden) war ein deutscher Architekt des frühen deutschen Klassizismus. In Dresden war er zudem als Herausgeber architekturwissenschaftlicher und ökonomischer Fachblätter und als Hochschullehrer tätig.

## Leben
Heine studierte in Rom und ließ sich 1797 als Architekt in Dresden nieder. Ab dieser Zeit war er hier zudem als Architekturlehrer tätig. Zwischen 1797 und 1798 war einer seiner Schüler der später bekannte und nur 6 Jahre jüngere Architekt Clemens Wenzeslaus Coudray, der mit seinen späteren Bauten als Hofarchitekt in Fulda und später als Oberbaudirektor des Großherzogtums Sachsen-Weimar-Eisenach Bekanntheit erlangte. Um 1825 wurde Heine dann als Lehrer an der Dresdner Industrieschule berufen.
1796 heiratete er die aus Dresden stammende Charlotte Chatillon (1778–1852). Aus dieser Ehe gingen drei Söhne hervor, von denen der jüngste, Gustav Heine in Dresden ebenfalls ein bekannter Architekt und Hochschulprofessor wurde. Einer der älteren Söhne war er spätere Theologe und Domherr Emil Heine (1806–1873).

## Werk
Heine befasste sich vor allem mit der Planung von groß angelegten Wirtschafts- und Viehhaltungs-Gebäuden sowie der Konstruktion von landwirtschaftlichen Arbeitsgeräten, von denen eine Vielzahl in den deutschen Fachmagazinen seiner Zeit abgedruckt und besprochen wurden. Um 1800 gründete Heine zusammen mit dem Leipziger Verleger Johann Riem das Fachblatt Modell-Magazin für Oekonomen oder: Abbildung und Beschreibung der nützlichsten und bequemsten Gerätschaften, Werkzeuge und Geschirr für Haushaltungen, Landwirtschaften, Viehzucht, Feld-, Garten- und Wiesenbau, Brauerei und Branntweinbrennerei, das ihm unter anderem zur Veröffentlichung seiner eigenen Arbeiten diente. Außerdem erschienen seine architektonischen Zeichnungen und theoretischen Erläuterungen wiederholt in der Leipziger Bauzeitschrift Ökonomisch-Veterinärische Hefte von der Zucht, Wartung und Stallung der vorzüglichsten Haus- und Nutzthiere.
Heine beteiligte sich auch an großen öffentlichen Bauprojekten, für die er neben anderen berühmten Architekten der Zeit wie Karl Friedrich Schinkel oder Heinrich Gentz ausgearbeitete Entwürfe lieferte, wie zum Beispiel für den Bau eines Luther-Denkmals, welches die Vaterländisch-literarische Gesellschaft zwischen 1803 und 1805 in der Grafschaft von Mansfeld zum Reformationstag 1817 plante. Heines Lutherverbundenheit zeigte sich zudem in einem Entwurf eines kollosalen „altdorischen Tempels“ zur Unterbringung einer Luther-Bibliothek, den er neben Entwürfen von Leo von Klenze ebenfalls für das Vorhaben der Vaterländisch-literarische Gesellschaft vorlegte.
In Heines Bauschaffen und seinen zahlreichen Entwürfen finden sich verschiedene Stilrichtungen des frühen deutschen Klassizismus. Darunter ägyptisierende Entwürfe zu Brunnen, Brunnenhäusern, Denkmälern und Portalen. Auch persische Einflüsse wurden von ihm unter anderem für Tempelentwürfe aufgegriffen. Für Entwürfe von Landhäusern folgte Heine vor allem dem italienischen Geschmack des Klassizismus. Vor allem für seine Entwürfe von kompakt bis mittelgroß gehaltenen Landhäusern zog er gerne lokale Bautraditionen und verschiedene Gesteine als Bau- und Verkleidungsmaterial heran. Im Rahmen seiner Stilvielfalt lieferte Heine einen der ersten Versuche in Deutschland, ein Landhaus „im veredelten ägyptischen Style“ zu gestalten.
Auf einer wiederholten Rom-Reise befasste sich Heine auch mit dem Kopieren von Ornamenten und Friesen, die er später in Gips übertragen ließ und in seiner eigenen Fachzeitschrift Antike Blätter in detaillierten Zeichnungen und Stichen veröffentlichte.

## Publikationen
- Johann August Heine (Hrsg.): Antike Blätter. Oder architektonische Verzierungen nach römischen und griechischen Musikern. Für Künstler und Handwerker, Industrie-Comptoir, Leipzig.
- Johann August Heine: Zeichnungen und Erläuterungen. In: Johann Riem und Gottlob Sigismund Reuther (Hrsg.): Ökonomisch-Veterinärische Hefte von der Zucht, Wartung und Stallung der vorzüglichsten Haus- und Nutzthiere, Leipzig 1799.
- Johann August Heine: Zeichnungen. In: Johann Riem und Gottlob Sigismund Reuther (Hrsg.): Ökonomisch-Veterinärische Hefte von der Zucht, Wartung und Stallung der vorzüglichsten Haus- und Nutzthiere, Leipzig 1802.
- Johann August Heine und Johann Riem (Hrsg.): Modell-Magazin für Oekonomen oder: Abbildung und Beschreibung der nützlichsten und bequemsten Gerätschaften, Werkzeuge und Geschirr für Haushaltungen, Landwirtschaften, Viehzucht, Feld-, Garten- und Wiesenbau, Brauerei und Branntweinbrennerei, Leipzig.
- Johann August Heine: Architektonische Blätter in Rücksicht auf geschmackvolle Verzierung des Aeuseren der Gebäude für angehende Architekten, Bildhauer, Maurermeister etc., Friedrich August Leo, Leipzig 1802. (Digitale Version auf google books)